# The Roller
«The Roller» es el primer sencillo oficial de la banda británica de rock Beady Eye, el cual aparecerá en su disco debut Different Gear, Still Speeding, su sonido es semejante al empleado por John Lennon en el disco "Plastic Ono Band"(disco homónimo). El sencillo tiene como Lado B "Two Of A Kind", una canción con reminiscencia del sonido empleado por Oasis en la época de "Don´t Believe the Truth", siendo que la demo original de la canción es proveniente de las sesiones en cuestión.

## Lista de canciones
| N.º | Título          | Escritor(es)                            | Duración |  |
| 1.  | «The Roller»    | Liam Gallagher, Gem Archer y Andy Bell. | 3:35     |  |
| 2.  | «Two Of A Kind» | Liam Gallagher, Gem Archer y Andy Bell. | 3:01     |  |

## Listas
En lanzamiento digital, el disco se posicionó en el puesto 31, pero en la semana siguiente, descendió hasta la 68. Es el único sencillo que en Inglaterra superó el top 40. 

### Semanal
| Chart (2010)                                | Peak position |
| ------------------------------------------- | ------------- |
| Bélgica (Flandes) (Ultratip Bubbling Under) | 33            |
| Bélgica (Valonia) (Ultratip Bubbling Under) | 15            |
| Japan (Japan Hot 100)                       | 56            |
| Escocia (Scottish Singles Sales Chart)      | 17            |
| Reino Unido (UK Singles Chart)              | 31            |

### Lista a final de año
| Chart (2011)          | Position |
| --------------------- | -------- |
| Japan (Japan Hot 100) | 67       |